# 大日本帝国憲法第13条
大日本帝国憲法第13条（だいにほん/だいにっぽん ていこくけんぽう だい13じょう）は、大日本帝国憲法第1章にある、天皇大権の一つである、外交大権を規定した条文である。

## 現代風の表記
天皇は、宣戦し、講和し、及び諸般の条約を締結する。

## 内容
宣戦・講和・条約の締結に言及する。実際には、戦争の開始と終了は天皇が決定したが、条約を締結する権限は国務大臣（特に外務大臣）が担っていた。

## 関連条文
- 大日本帝国憲法第11条
- 大日本帝国憲法第31条
- 大日本帝国憲法第32条
- 日本国憲法第7条
- 日本国憲法第9条
- 日本国憲法第61条
- 日本国憲法第73条
- 日本国憲法第98条